# Moisy
Moisy ist eine französische Gemeinde mit 341 Einwohnern (Stand 1. Januar 2022) im Département Loir-et-Cher in der Region Centre-Val de Loire. Sie gehört zum Vendôme (bis 2017: Arrondissement Blois) und zum Kanton Le Perche. Die Einwohner werden Messiens genannt.

## Geographie
Die Gemeinde Moisy liegt 20 Kilometer südlich von Châteaudun und etwa 40 Kilometer nördlich von Blois. Nachbargemeinden von Moisy sind Ouzouer-le-Doyen im Norden, La Colombe im Osten und Südosten, Vievy-le-Rayé im Süden, Morée im Westen sowie Brévainville im Nordwesten. Im nordöstlichen Gemeindegebiet von Moisy stehen sieben Windkraftanlagen als Teil eines interkommunalen Windparks.

## Bevölkerungsentwicklung
| Jahr                       | 1962 | 1968 | 1975 | 1982 | 1990 | 1999 | 2011 | 2022 |
| -------------------------- | ---- | ---- | ---- | ---- | ---- | ---- | ---- | ---- |
| Einwohner                  | 426  | 411  | 356  | 312  | 267  | 270  | 326  | 341  |
| Quellen: Cassini und INSEE |      |      |      |      |      |      |      |      |

## Sehenswürdigkeiten
- Kirche Sainte-Marie-Madeleine aus dem 12. Jahrhundert, seit 2008 Monument historique

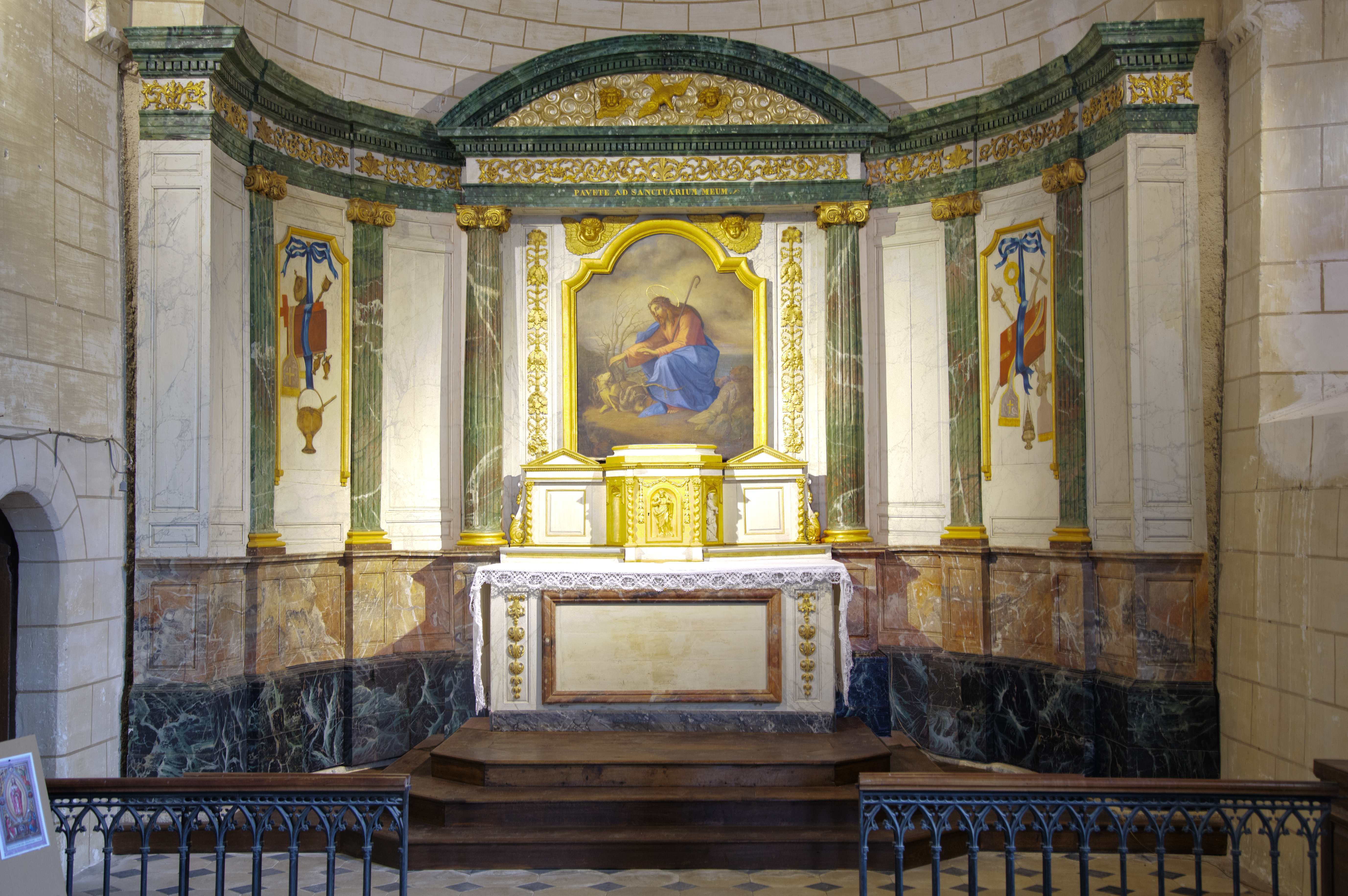
Altarbild in der Kirche Sainte-Marie-Madeleine

- ehemaliges Priorat